# Tegen (naturreservat)
Tegen är ett naturreservat i Årjängs kommun i Värmlands län.
Området är naturskyddat sedan 2016 och är 11 hektar stort. Reservatet omfattar tidigare odlingslandskap med åkrar, ängar och betad skog till torpet Tegen. Reservatet består av lövängar med lövträd speciellt lind. 